# Esther Birringer

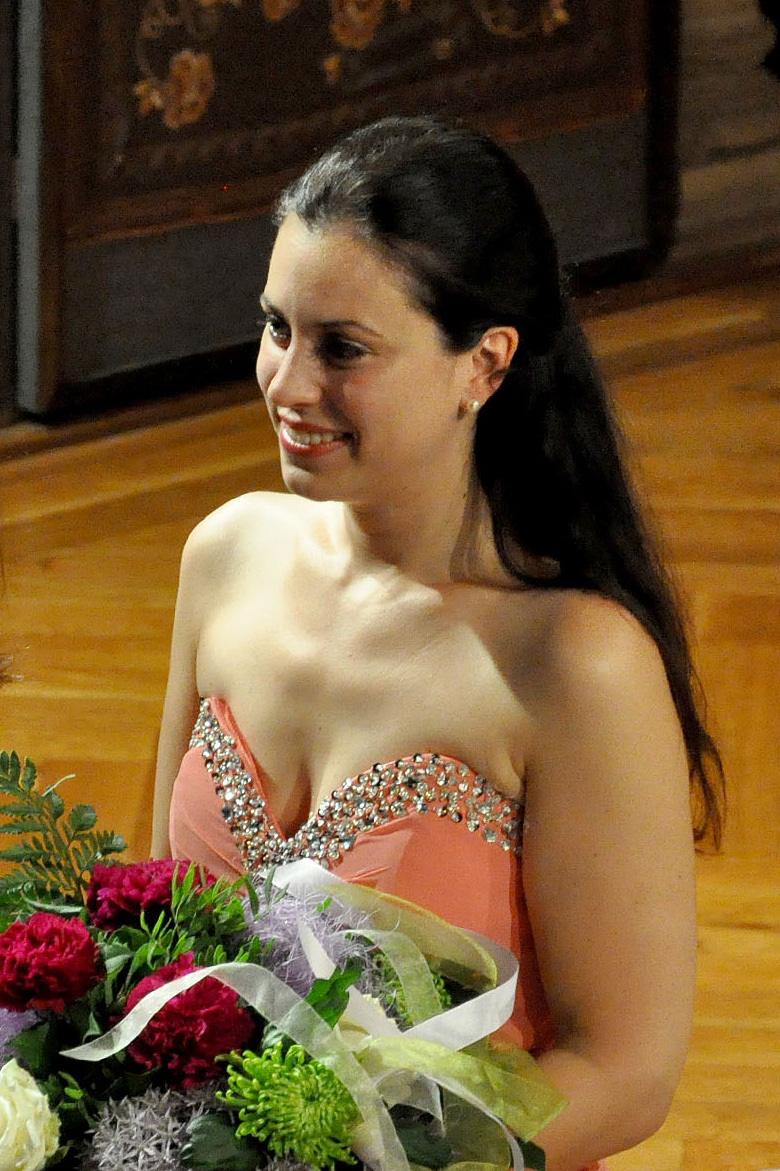
Esther Birringer

Esther Birringer (* 22. Oktober 1983 in Quierschied) ist eine deutsche Pianistin.

## Leben
Esther Birringer wuchs in Quierschied, Saarland, auf und erlernte mit 3 Jahren das Klavierspiel. Im Alter von 6 Jahren gab sie ihr Orchesterdebüt mit Joseph Haydns Klavierkonzert Nr. 11 in D-Dur (Hob. XVIII: 11).
Bis zu ihrem Abitur besuchte sie das Illtal-Gymnasium Illingen, wo sie eine bilinguale Ausbildung mit verstärkter Sprachenförderung durchlief.
Von 2003 bis 2006 studierte sie bei Karl-Heinz Kämmerling an der Hochschule für Musik, Theater und Medien Hannover, wo sie ihren Bachelor absolvierte.
Es folgten Studien bei Pascal Devoyon an der Universität der Künste Berlin und Arie Vardi an der Hochschule für Musik, Theater und Medien Hannover. Den Master und das Konzertexamen, die höchste akademische Auszeichnung für einen Solisten, schloss sie jeweils mit Auszeichnung ab. Bei der französischen Konzertpianistin Cécile Ousset erhielt sie über viele Jahre hinweg wichtige musikalische Impulse.
Esther Birringer war Stipendiatin der Studienstiftung des deutschen Volkes, der Deutschen Stiftung Musikleben und der Ottilie-Selbach-Redslob-Stiftung. Außerdem erhielt sie ein Gerd Bucerius Förderstipendium in Kooperation mit der Zeit-Stiftung.
Esther Birringer war erste Preisträgerin beim Bundeswettbewerb Jugend musiziert, beim 6. Internationalen Klavierwettbewerb Johann Sebastian Bach in Würzburg und beim Internationalen Klavierwettbewerb der Chopin-Gesellschaft Hannover. Außerdem erhielt sie Preise und Auszeichnungen beim ZF-Musikpreis 2012, beim Deutschen Musikwettbewerb 2011 und beim internationalen Grieg Wettbewerb in Oslo 2010. Für ihre hervorragenden Leistungen wurde ihr vom Stadtverband Saarbrücken der Kulturpreis für Nachwuchskünstler verliehen.
Ihre drei Jahre jüngere Schwester Lea Birringer ist Geigerin, weshalb die Geschwister häufig bei Festivals und Kammermusikreihen gemeinsam auftreten. 2011 gelang ihnen der kammermusikalische Durchbruch als Duo, nachdem sie erste Preise bei den internationalen Kammermusikwettbewerben Premio Vittorio Gui in Florenz und Città di Pinerolo gewannen. Außerdem trat Esther Birringer mit Kammermusikpartnern wie Julian Arp, Solenne Païdassi, Vladimir Babeshko, Asya Fateyeva, Peter-Philipp Staemmler, Giorgi Kharadze, Robert Langbein, Lutz Koppetsch und dem Szymanowski Quartett auf.
Die Pianistin hegt großes Interesse für die Förderung des musikalischen Nachwuchses und gibt Meisterkurse in Europa, Asien und Lateinamerika. So führte ihre Lehrtätigkeit sie z. B. an die Universität in Xiamen in China, an die Universidad Industrial de Santander in Kolumbien sowie in weitere Städte in China, Polen und Kolumbien.
Sie unterrichtete am Zentrum für Musik und Sprache in Hannover und an der Hochschule für Musik Carl Maria von Weber Dresden.
Im Rahmen von Rhapsody in School engagiert sie sich für die Vermittlung klassischer Musik an Kinder und Jugendliche in Schulen.
2016 wurde Esther Birringers Tochter geboren.

## Konzerttätigkeit
Esther Birringer war zu Gast bei den Festspielen Mecklenburg-Vorpommern, dem MDR-Musiksommer, den Weilburger Schlosskonzerten, dem Usedomer Musikfestival, dem Maggio Musicale Fiorentino, dem Davos Festival, dem Festival Lugano Musica, Palermo Classica, den Musikfesttagen an der Oder, dem Bachfest Leipzig, den Schwetzinger Schlosskonzerten, den Würzburger Bachtagen und dem Festival AlpenKlassik Bad Reichenhall.
Ihre Auftritte führten sie in renommierte Konzerthäuser, wie die Kölner Philharmonie, das Konzerthaus Berlin, den Münchner Gasteig, die Münchner Residenz, die Laeiszhalle Hamburg, das Schloss Elmau, das Teatro del Maggio Musicale Fiorentino, den Französischen Dom in Berlin und den Nikolaisaal Potsdam.
Sie konzertierte unter anderem mit den Münchner Symphonikern, dem Rundfunk-Sinfonieorchester Berlin, dem Philharmonischen Kammerorchester Dresden, den Dresdner Kapellsolisten, dem Brandenburgischen Staatsorchester Frankfurt-Oder, der Polska Filharmonia Bałtycka und dem Kurpfälzischen Kammerorchester.
Im Jahr 2000 trat sie bei der Expo in Hannover und 2005 beim Aachener Krönungsmahl, mit Wolfgang Schäuble als Festredner, auf. 2013 und 2016 konzertierte sie im Schloss Bellevue für Bundespräsident Joachim Gauck. 2017 ging sie eine Kooperation über eine Serie von Konzerten mit dem Stadttheater Bremerhaven ein, wo Bachs monumentale Goldberg-Variationen im Fokus der Aufführung aus Musik und Tanz standen. Außerdem führt ihre Konzerttätigkeit sie regelmäßig auf die Kreuzfahrtschiffe MS Europa und MS Europa 2.

## Auszeichnungen
Ihre CD-Einspielungen werden von der Presse hochgelobt. Nach der Debüt-CD, die zusammen mit Lea Birringer entstand, folgte ein weiteres Duo-Album namens Lifelines, das den Supersonic Award des Pizzicato Magazins erhielt. Di tanti palpiti wurde ebenfalls mit einem Supersonic Award ausgezeichnet und für die International Classical Music Awards 2020 sowie den Preis der deutschen Schallplattenkritik nominiert.

## Diskographie
- 2014: Sonatas for Violin & Piano mit Lea Birringer, Werke von Szymanowski, Hindemith und  Respighi  (Avi-Service for music)
- 2018:  Lifelines (Esther und Lea Birringer), Werke von Grieg, Liszt und Franck (Rubicon Classics)
- 2019: Di tanti palpiti (Esther und Lea Birringer), Werke von Henryk Wieniawski, Pablo de Sarasate, Camille Saint-Saëns, Maurice Ravel, Dmitri Shostakovich, Niccolò Paganini, Mario Castelnuovo-Tedesco, Franz Waxman, Antonín Dvořák (Rubicon Classics)
- 2021: Once Upon A Time (Esther Birringer), Werke von Igor Strawinsky, Sergei Prokofiev, Piotr Ilych Tchaikovsky (Rubicon Classics)
- 2022: Debussy (Esther Birringer), Werke von Claude Debussy (Rubicon Classics)